# Біблія Гутенберга

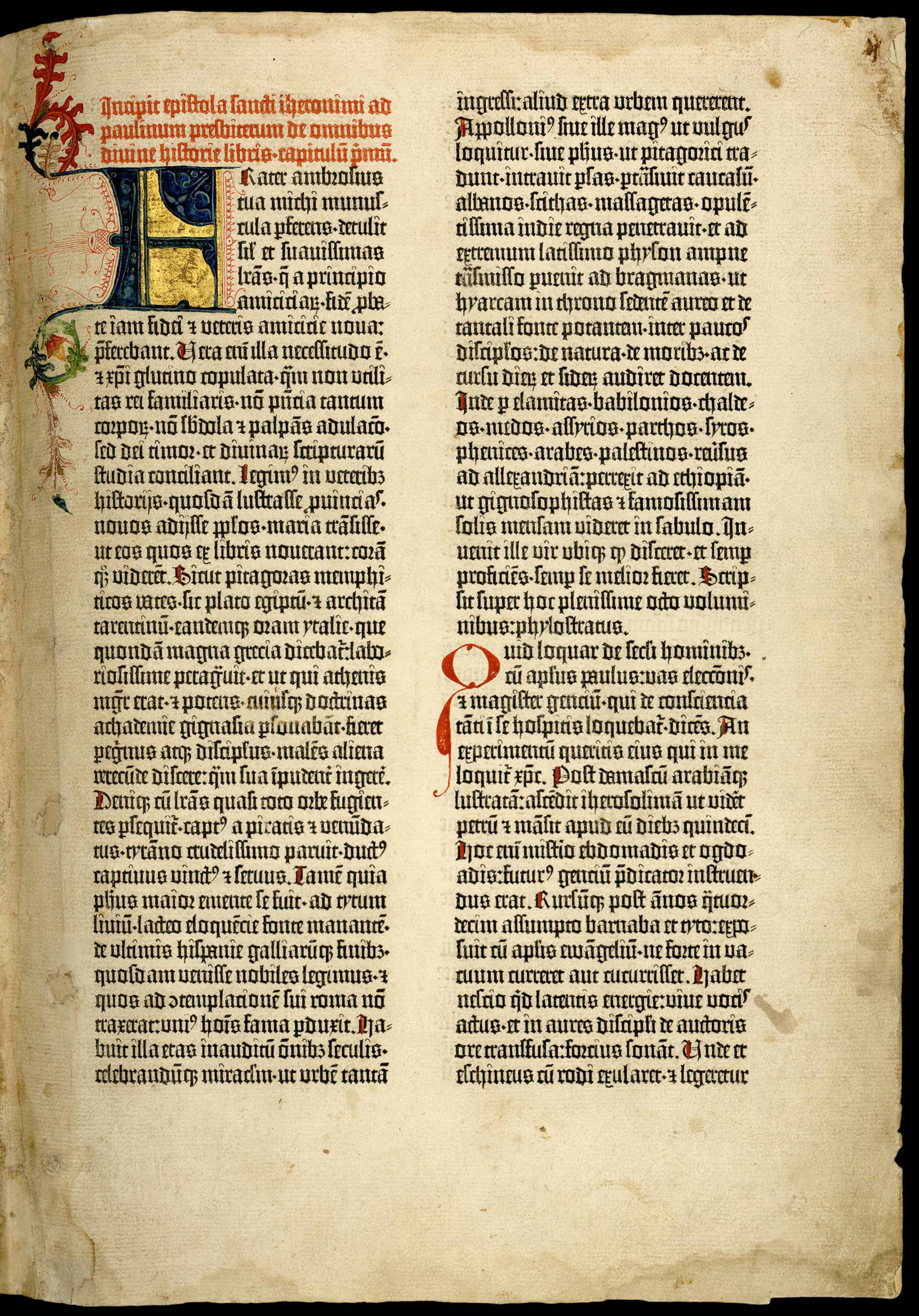
Сторінка Гутенбергової Біблії (набрана текстурою)

Біблія Гутенберга (також 42-рядкова Біблія; B42) — першодруковане видання Вульгати ін-фоліо, розпочате в Майнці на початку 1450-х Йоганном Гутенбергом, служить традиційною точкою відліку історії друкарства у Європі. Хоча це не перша інкунабула, серед інших першодруків її виділяє виняткова якість оформлення і типографський спосіб друку.

## Характеристика
Біблія Гутенберга іменується 42-рядковою, оскільки на кожен аркуш друкар зміг умістити по 42 рядки тексту. Бамберзька Біблія в 36 рядків у свій час вважалася її попередницею, насправді друкувалася за образом і подобою 42-рядкової. Публікація відбулася не пізніше 1455, коли книжку згадав у своєму листуванні кардинал Пікколоміні. Видання оформлене в традиції рукописних Біблій середини XV століття (ймовірний прототип — Велика Майнцька Біблія, 1452). Перші примірники не поступалися за ціною рукописним книгам і в деяких випадках були ілюміновані.

## Збереження
За сучасними підрахунками Гутенберг надрукував 180 примірників Біблії, з них 45 — на пергаменті, решта — на італійському папері з водяними знаками. Станом на 2009 у різних зібраннях світу зберігалося 47 першодруків Біблій, з яких лише 21 — повні. Паризький примірник, відкритий 1763 року в паперах кардинала Мазаріні, отримав таку популярність, що всі примірники 42-рядкової Біблії довгий час іменувалися «бібліями Мазаріні».
Це не найрідкісніша інкунабула, проте одна з найцінніших. Вартість одного аркуша Майнцької друкованої Біблії на аукціонах доходить до 80 тис. доларів. 1987 року на аукціоні «Крістіс» неповний перший том паперової Біблії (324 аркуші) був проданий за 4,9 млн доларів. Нині він знаходиться у колекції токійського університету Кейо. Як і низка інших примірників, ця копія оцифрована й викладена для загального ознайомлення в Інтернеті.
Найбільша кількість Біблій знаходиться в Німеччині (12), США (11) і Великій Британії (8). Видання, що зберігаються в Трірі та Індіані, ймовірно, є фрагментами одного примірника. У Російської імперії був тільки один примірник паперової Біблії (2 томи без першого аркуша), але 1931 року він був проданий радянським урядом лондонським аукціоністам, а пізніше поступив у бібліотеку Мартіна Бодмера (Колонії, Швейцарія).
1945 року трофейні бригади за активної участі Маргарити Рудоміно вивезли з Лейпцига в СРСР дві Біблії. Офіційно їх місцеперебування було оприлюднено тільки 1993 року. Комплектна (двотомна) паперова Біблія з бібліотеки Лейпцизького університету є на зберіганні в бібліотеці МДУ, а некомплектна пергаментна ілюмінована з Німецького музею книги та шрифту — в РДБ.
Фрагментом одного екземпляру книги володіє український політик Віктор Медведчук, що виявилося в його майновій декларації 2020 року. Німецькі дослідники Біблії Гутенберга закликали його оприлюднити більше інформації про знахідку.